# فضل‌الله نعیمی
فضل‌الله نعیمی استرآبادی (۷۴۰ قمری در طبرستان و شهر استرآباد گرگان امروزی – ۷۹۶ یا ۷۹۸ قمری در آذربایجان) متخلص به نعیمی، شاعر، عارف و صوفی و بنیان‌گذار جنبش حروفیه بود.
او همچنین از نویسندگان و عارفان بزرگ بود و کتاب‌های محبت‌نامه، جاودان‌نامه و نوم‌نامه را نوشت. نعیمی در دین اهل حق تجلی کامل حقیقت بوده و در متون اهل حق از وی با نام «شاه فضل» یا «شاه فضل ولی» یاد شده است. پیروان او را که حلال‌خوریه گویند در تمام دوره صفویه و قاجاریه حضور داشته‌اند.

## زندگی
فضل‌الله نعیمی در ۷۴۰ قمری در دوران تیمور گورکانی در استرآباد (گرگان) به دنیا آمد. پدرش به نام ابومحمد عبدالرحمان جلال‌الدین قاضی‌القضات استرآباد بود. آنزمان که مقیم مازندران بود به یک زندگی ریاضت پیشه عبادت آمیز روی آورد و به جایی رسید که گویند در حضور او سخن دنیایی مطرح نمی‌شد. با همه مکنت و خواسته‌ای که پدر و خاندانش از آن برخوردار بودند خود طاقیه می‌دوخت، و از دسترنج خویش نان می‌خورد تا آنجا که به حلال‌خور معروف شد. گویند به کردار ابراهیم ادهم، جامه‌های فاخر خود را با نمد چوپانی از آن خویش عوض کرد. پس از مدتی به اصفهان مهاجرت کرد. سپس به تبریز رفت و در این سفرها با علوم غریبه که در آن روزگار رایج بود آشنا شد و علم اعداد، جفر، علم اسماء و علم حروف را فراگرفت. فضل‌الله نعیمی تیمور را به بدعت های خود دعوت نمود ولی تیمور خشمگین شد و میرانشاه پسر تیمور، سر از بدن فضل‌الله نعیمی جدا کرد، و تیمور سر و جسد را خواست و هر دو را در سال هشتصد و چهارم از هجرت بسوزانید.

## جنبش حروفیه
فضل‌الله نعیمی جنبش حروفیه را بنیان گذاشت. از جمله یاران و شاگردان وی می‌توان به عمادالدین نسیمی شیروانی و شیخ ابوالحسن علی‌الاعلی اشاره کرد.
هنگامی که کار جنبش بالا گرفت، میرانشاه تیموری فرزند تیمور گورکانی که حاکم آذربایجان بود فضل‌الله نعیمی را از شروان احضار کرده و وی را به قتل رساند. حتی پس از مرگ نیز در سال ۸۰۴ قمری سر و جسد وی سوزانده شد.
پیروان نعیمی اندیشه و مرام وی را در سراسر خاورمیانه رواج دادند. ابوالحسن علی‌الاعلی به عنوان جانشینش پس از قتل نعیمی به آناتولی گریخت و در آنجا به خانقاه بکتاشیان وارد شد و عقاید حروفی را به مذهب بکتاشیان وارد کرد.

## عقاید
او خود را خلیفه‌الله فی‌الأرض می‌دانست و می‌گفت نبوت با آدم آغاز شده و با حضرت محمد به کمال رسیده است. دور امامت با حضرت علی آغاز شده و با یازدهمین امام -حسن‌العسکری این دور به پایان رسیده. پس خود ادعا کرد که با ظهور او دور الوهیت آغاز شده، و فضل ظهور نهایی است.

## آثار
از آثار مهم فضل‌الله نعیمی استرآبادی می‌توان به جاودان کبیر و جاودان صغیر اشاره کرد که تحت عنوان جاودان‌نامه نیز از آن‌ها نام برده‌شده است که به مازندرانی نگاشته شده. البته این احتمال وجود دارد که این کتاب را عمادالدین نسیمی پس از مرگ وی نگاشته‌باشد. از دیگر آثار وی می‌توان به کتاب‌های زیر اشاره کرد:
- انفس و آفاق، به فارسی
- عرف‌نامه
- نوم نامه، به زبان مازندرانی با گویش استرآبادی
- محبت نامه به مازندرانی
- عرش‌نامه
- دیوان اشعار[۲]

## فضل‌الله نعیمی در دین اهل حق
نعیمی در دین اهل‌حق تجلی کامل حقیقت بوده و در متون اهل‌حق از وی با نام شاه فضل یا شاه فضل ولی یاد شده است. با این حال در این متون زمان و مکان زیست وی با توجه به رمزی بودن مت‌های اهل‌حق تغییر کرده است. نورعلی الهی وی را از اعاظم و باطن داران اهل حق دانسته که در قرن سوم هجری در سوریه می‌زیسته، ذات مهمان بوده و از نسیمی، زکریا و ترک سربریده به عنوان یاران وی یاد کرده است. این احتمال وجود دارد که الهی وی را عمداً یا سهواً با فضل بن شاذان که در قرن سوم هجری می‌زیست و از یاران عرب‌تبار علی بن موسی الرضا امام هشتم شیعیان بود (و وی نیز در نیشابور به شاه فضل ملقب بود) اشتباه گرفته‌باشد.

## نمونه اشعار
یکی از مهم‌ترین و معروف‌ترین اشعاری که از فضل‌الله نعیمی به جای مانده است قدسیان آسمان است:
| با قدسیان آسمان، من هر شبی یاهو زنم        |  | گر صوفی از لا دم زند، من دم ز الا هو زنم |
| باز هوایی نیستم، تا تیهوی جان‌ها برم        |  | عنقای قاف قربتم، کی بانگ بر تیهو زنم؟    |
| من کوکویی دیوانه‌ام، صد شهر ویران کرده‌ام،   |  | بر قصر قیصر قی کنم، بر تاج خاقان قو زنم  |
| قاضی چه باشد پیش من؟ مفتی چه داند کیش من؟  |  | چون پشت پای نیستی بر حکم و بر یرغو زنم   |
| خاقان اردودار اگر از جان نگردد ایل من،     |  | صاحب‌قران عالمم، بر ایل و بر اردو زنم     |
| ای کاروان، ای کاروان، من دزد شب‌رو نیستم    |  | من پهلوان کشورم، من تیغ رویارو زنم       |
| ای باغبان، ای باغبان، در بسته‌ای بر من چرا؟ |  | بگشا دری این باغ را، تا سیب و شفتالو زنم |
| ای نفس هندووش برو، ترکی مکن با من که من،   |  | سلطان صاحب قوتم، بر ترک و بر هندو زنم    |
| گر آسیای معرفت بی‌بار ماند ساعتی،           |  | من بر فراز نه فلک از بهر او توتو زنم     |
| نفس است کدبانوی من، من کدخدای و شوی او     |  | کدبانو گر بد می‌کند، بر روی کدبانو زنم    |
| تا دوست دارندم خسان از بهر آرایش کنون،     |  | همچون زنان فاحشه کی شانه برگیسو زنم؟     |
| خیز ای نعیمی پیش من بنشین به زانوی ادب،    |  | من پادشاه کشورم کی پیش تو زانو زنم؟      |

این شعر با تغییراتی در سال ۱۳۷۸ توسط محمد اصفهانی و علیرضا عصار با عنوان ترانهٔ ای کاروان خوانده شده است.

## ادبیات طبریِ گرگانی
بخشی از ادبیات طبری را گویش گرگانی یا گویش استرآبادی تشکیل می‌دهد که کتاب‌هایی مانند محبت نامه، نوم نامه، جاودان نامه، محرم نامه، و لغت نامه ای به نام لغت‌استرآبادی به این گویش نگاشته شده‌اند که صادق کیا از روی این متون واژه‌نامه گرگانی را تهیه کرد.
- جاودان نامه:

سَبب چه بی که عیسی واتِی که با شِمِه هر چه واتِن به اشاره واتِن(طبری امروزی:سبب چه بی‌یه که عیسی باته که با شِما هر چه باتمِه به اشاره باتمه/فارسی:سبب چه بود که عیسی گفت که با شما هر چه گفتم به اشاره گفتم)
- نوم نامه:

واتِی که هَنِه کو تِنِ زمین سِرخ بو(طبری امروزی:باته که ونِه که تِنِ زمین سِرخ بوئه/فارسی:گفت که باید که زمینَت سرخ باشد)
- محبت نامه:

اکه واتِی چون قیامت ورسه(طبری امروزی:اون که باته چون قیامت ورسه/فارسی:انکه گفت چون قیامت برسد)